# محار (جنس)
المَحَار أو التَّرَاق أو الإستردية أو الأسْطَرَاوُن جنس من الرِخويات يؤكل في أوربَّة وغيرها كثيرًا. له صدفتان إذا انطبقت الواحدة على الأخرى حجزتا الماء. ويتبين من الأحافير أن هذا الجنس عتيق يعيش منذ مئات الملايين من السنين.

## الأنواع
من أنواعه:
- Ostrea angasi
- Dredge oyster
- Ostrea conchaphila
- Ostrea equestris
- Ostrea edulis
- Ostrea lurida
- Ostrea permollis
- Ostrea stentina